# Stephen Byers

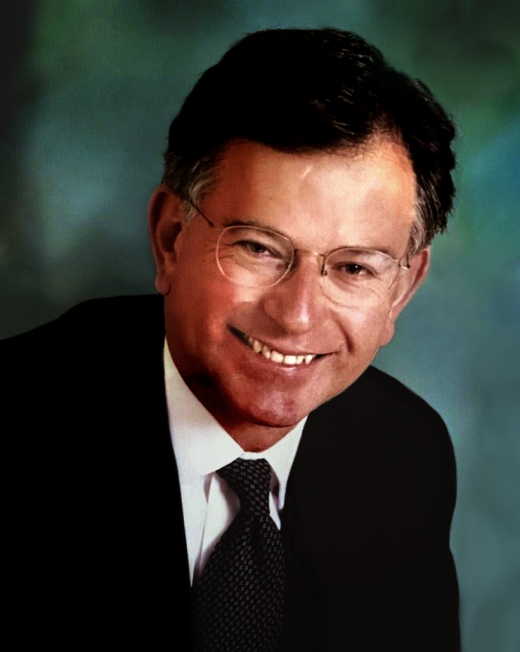
Der Politiker Stephen Byers.

Stephen Byers (* 13. April 1953 in Wolverhampton, West Midlands) ist ein britischer Politiker der Labour Party, der zwischen 1992 und 2010 Mitglied im House of Commons und sowohl Handels- und Industrieminister als auch Verkehrsminister war und 2002 zurücktreten musste.

## Leben

### Hochschuldozent und Unterhausabgeordneter
Nach dem Besuch der Chester City Grammar School studierte Byers Rechtswissenschaften an der Liverpool John Moores University und war nach Beendigung des Studiums von 1977 bis 1992 als Lecturer für Rechtswissenschaften an der Northumbria University tätig. 1980 begann er seine politische Laufbahn in der Kommunalpolitik als Mitglied des Gemeinderates von North Tyneside, dessen stellvertretender Vorsitzender er zwischen 1985 und 1992 war.
Bei den Unterhauswahlen vom 9. April 1992 wurde er erstmals als Kandidat der Labour Party zum Mitglied des House of Commons gewählt und vertrat dort zuerst den Wahlkreis Wallsend sowie nach der Unterhauswahl vom 1. Mai 1997 bis zum 6. Mai 2010 den Wahlkreis North Tyneside. Während seiner Parlamentszugehörigkeit war er von 1994 bis 1995 Whip und dann bis 1997 Sprecher für Bildung und Beschäftigung der oppositionellen Labour-Fraktion im Unterhaus.

### Minister und Rücktritt
Nach dem Wahlsieg der Labour Party bei den Unterhauswahlen am 1. Mai 1997 wurde er zunächst Staatsminister im Ministerium für Bildung und Beschäftigung und anschließend im Juli 1998 Chefsekretär im Schatzamt (Chief Secretary to the Treasury).
Bei einer Kabinettsumbildung im Dezember 1998 wurde er von Premierminister Tony Blair zum Handels- und Industrieminister (Secretary of State for Trade and Industry) berufen und damit Nachfolger von Peter Mandelson, der wegen eines Skandals um einen geheimen Kredit zurücktreten musste.
Er selbst wurde wiederum im Jahr 2000 wegen der Situation beim Automobilhersteller Rover kritisiert, der zuvor wegen wirtschaftlicher Schwierigkeiten wieder aus dem BMW-Konzern ausgegliedert worden war. Hinzu kam Kritik aufgrund seiner Entscheidung als Handelsminister, dass Richard Desmond, ein Verleger pornografischer Zeitschriften, im Jahr 2000 mit Hilfe eines Kredits der Commerzbank AG Express Newspapers übernahm, die die Zeitungen Daily Express, Sunday Express und Daily Star herausbringt.  Die Machtübernahme bei der Zeitung ging mit einem politischen Richtungswechsel bei der Ausrichtung der Zeitung zugunsten der Labour-Partei einher. Eine wettbewerbsrechtliche Prüfung seitens der Labour-Regierung blieb bei der Übernahme aus. Danach spendete Desmond der Labour-Partei 100.000 Pfund, was eine Kontroverse hervorrief. Einige prominente Labour-Mitglieder, unter anderem Clare Short, stellten daraufhin die Frage, ob die Partei Geld von einem Pornozeitungsverleger annehmen sollte.
Im Rahmen einer weiteren Regierungsumbildung nach den Unterhauswahlen vom 7. Juni 2001 wurde er Minister für Verkehr, Kommunalverwaltung und die Regionen (Secretary of State for Transport, Local Government and the Regions) und behielt dieses Amt bis Juni 2002. Während dieser Tätigkeit stellte er das Eisenbahnzulieferungsunternehmen Railtrack plc am 7. Oktober 2001 nach einem entsprechenden Antrag beim High Court of Justice unter Zwangsliquidation. Grund dafür war zum einen das folgenschwere Eisenbahnunglück im Bahnhof von Hatfield, zum anderen, dass das Unternehmen trotz schlechter Finanzlage und erhaltener Subventionen Dividenden in Höhe von 137 Millionen Pfund an seine Aktionäre ausgezahlt hatte. Kritiker beschuldigten die Labour Party, Railtrack absichtlich in den Bankrott getrieben zu haben, um dadurch das britische Bahnwesen zumindest teilweise wieder zu verstaatlichen.
Am 28. Mai 2002 musste er als Verkehrsminister zurücktreten, nachdem es zu massiver Kritik kam, da seine politische Beraterin und enge Mitarbeiterin Jo Moore am Tag der Terroranschläge vom 11. September 2001 eine E-Mail an die Presseabteilung schickte mit dem Inhalt: „Es ist jetzt ein sehr guter Tag, um alles loszuwerden, was wir begraben wollten.“ (‚It’s now a very good day to get out anything we want to bury.‘) Im Weiteren kam die Express-Newspaper-Entscheidung aus dem Jahr 2000 wieder auf.
Nach seinem Rücktritt blieb Byers als Hinterbänkler weiter Mitglied des Unterhauses, ehe er bei den Unterhauswahlen 2010 auf eine erneute Kandidatur verzichtete. Einer der Gründe dafür war, dass er in den sogenannten „cash for influence scandal“ verwickelt war. Dabei hatte die Magazinsendung Dispatches in fingierten Interviews enthüllt, dass zahlreiche Abgeordnete und Minister wie Byers, Geoff Hoon, Patricia Hewitt, Richard Caborn und Adam Paterson Ingram bereit waren, ein vierstelliges Tageshonorar anzunehmen, obwohl keine Gegenleistung vorgesehen war.